# Fissidentalium paucicostatum
Fissidentalium paucicostatum är en blötdjursart som först beskrevs av Watson 1879.  Fissidentalium paucicostatum ingår i släktet Fissidentalium och familjen Dentaliidae. Inga underarter finns listade i Catalogue of Life.